# Fotoepilazione

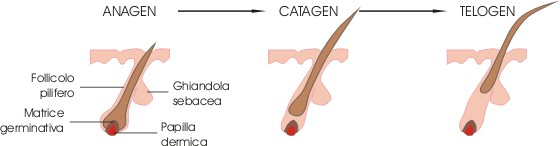
Ciclo di vita di un pelo

La fotoepilazione, anche detta epilazione laser, è una forma di depilazione che avviene esponendo i peli alla luce pulsata o al laser. Il processo può portare a una riduzione permanente, cioè prolungata nel tempo, dei peli del corpo. È divenuta una pratica comune, sia per finalità estetiche, sia per il trattamento dell'irsutismo. 

## Descrizione
La potenziale efficacia della fotoepilazione venne illustrata per la prima volta nel 1996 da un gruppo di ricercatori del Massachusetts General Hospital che hanno utilizzato impulsi luminosi generati da un laser a rubino. Nonostante i risultati parziali ed un meccanismo d'azione non ancora perfettamente compreso, l'efficacia relativa e la sicurezza della fotoepilazione è oggi generalmente riconosciuta e centinaia di ricerche sono state pubblicate sulla sua funzionalità oltre che sui rischi di reazioni avverse.
In una valutazione di queste ricerche compiuta dalla Cochrane Collaboration sono state rilevate diffuse carenze metodologiche e la difficoltà di definire l'entità e la durata della riduzione nella crescita o ricrescita dei peli. Per la Food and Drug Administration la riduzione dei peli si considera permanente se è stabile e di lungo periodo dopo un trattamento completo, quindi composto anche da molte sessioni sulla stessa area.
Non si tratta di rimozione ma di riduzione dei peli. Non si tratta di epilazione definitiva e neppure su tutti i peli dell'area trattata. Non tutte le apparecchiature per fotoepilazione sono autorizzate dalla Food and Drug Administration a dichiarare che ottengono risultati permanenti.
Molte ricerche pubblicate dichiarano una riduzione dei peli dell'ordine del 50%, 6 mesi dopo l'ultima sessione di trattamento.

## Meccanismo d'azione

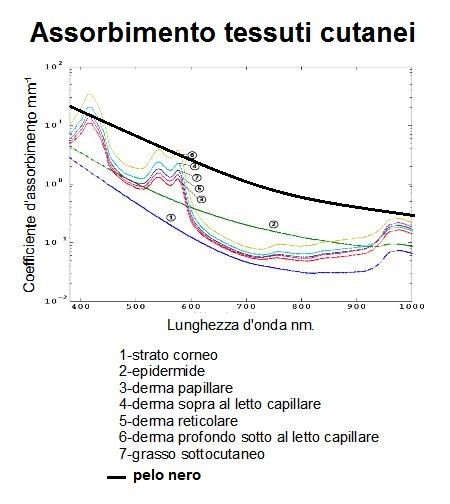
La fototermolisi selettiva sfrutta il diverso assorbimento della luce dei diversi tessuti cutanei

Da oltre 140 anni è nota e di riconosciuta efficacia l'epilazione ad ago o elettrolisi. Questa produce un danno nell'alveo pilifero inserendoci un sottile ago riscaldato. La fotoepilazione produrrebbe un analogo riscaldamento sfruttando il calore prodotto dall'assorbimento dell'impulso luminoso da parte della melanina dei peli.
Il danno termico prodotto nell'area del follicolo pilifero si ritiene sia la causa primaria dell'inibizione della crescita o ricrescita del pelo per tempi prolungati. È possibile limitare il danno termico solo all'area del follicolo pilifero sfruttando la cosiddetta fototermolisi selettiva, cioè il differente assorbimento della luce a diverse lunghezze d'onda da parte di diversi tessuti.
L'assorbimento della luce nei tessuti biologici a specifiche lunghezze d'onda dipende dalla concentrazione di acqua e di cromofori.
I principali cromofori cutanei sono:
- la melanina, il pigmento della pelle e dei capelli, nella forma sia di eumelanina (marron, nera) sia di feomelanina (tendente al rosso)
- l'emoglobina del sangue, nella forma sia di ossiemoglobina (rosso vivo caratteristico del sangue arterioso) sia nella forma di deossiemoglobina (rosso tendente al blu caratteristico del sangue venoso).

Le lunghezze d'onda della luce dove maggiore è la differenza di assorbimento tra melanina ed altri cromofori cutanei vanno dai 650 nm ai 900 nm. Questa è considerata la finestra di maggior selettività dell'assorbimento della luce da parte dei tessuti cutanei.
Più è alta la concentrazione di melanina nel pelo, rispetto alla pelle circostante, più è alta la probabilità di un efficace trattamento di fotoepilazione e più bassa è la probabilità di reazioni avverse.
Oltre alla lunghezza d'onda della luce emessa è rilevante la quantità di energia trasferita dall'impulso luminoso ai tessuti bersaglio. Se l'energia è insufficiente non viene arrecato alcun danno termico e non si ottiene alcuna riduzione dei peli.
L'energia dell'impulso luminoso viene misurata in Joules (Potenza x Tempo) e nella fotoepilazione è determinante il flusso, cioè l'energia erogata per centimetro quadro. 
Più è alta l'energia luminosa erogata sui tessuti bersaglio, più è alta la probabilità di ridurre i peli, ma anche la probabilità di avere reazioni avverse.

## Apparecchiature per fotoepilazione
Le sorgenti degli impulsi luminosi possono essere:
- Laser, cioè con una emissione monocromatica, coerente. Le tecnologie laser più studiate sono:

- laser al rubino (~ 690 nm ) in disuso vista l'emissione al limite inferiore della finestra di maggior selettività che lo rende efficace solo su pelli molto chiare.

- laser alessandrite ( ~770 nm) 

- laser a diodo ( ~808-810 nm) 

- laser Nd:YAG (~1064 nm) in uso nonostante l'emissione sia fuori dalla finestra di maggior selettività visto che si è verificata una relativa efficacia anche su pelli scure o nere.
- IPL o Luce pulsata, cioè con una emissione non coerente e con idonei filtri ottici passa-banda o passa-alto in modo che le lunghezze d'onda emesse siano sopra i 650 nm.

Un confronto tra le prestazioni delle diverse apparecchiature o tecnologie per fotoepilazione può fornire dati controversi e poco significativi, sia perché esiste comunque una risposta soggettiva oltre che una risposta diversa nello stesso individuo a seconda delle aree cutanee trattate. Inoltre le diverse apparecchiature oltre ad erogare impulsi luminosi con lunghezze d'onda diverse, possono avere regolazioni di fluenza e di lunghezza dell'impulso non omogenee.
In un test comparativo tra IPL e varie apparecchiature laser pubblicato su "Lasers in Medical Science" non è stata riscontrata una differenza significativa nella riduzione dei peli (dopo 6 mesi 68.75% con laser alexandrite, 71.71% laser diodico e 66.96% con luce pulsata). Altri test comparativi hanno dato risultati analoghi.

## Reazioni avverse

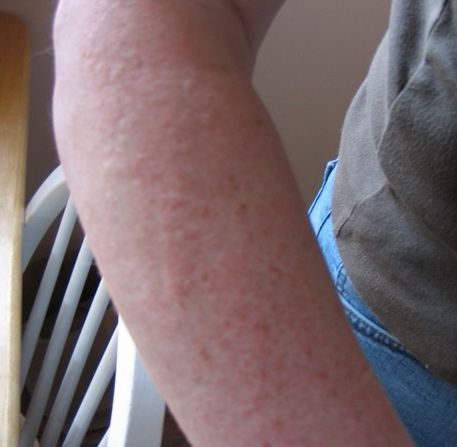
Eritemi transitori e edema perifollicolari sono tra le reazioni avverse più comuni nei trattamenti di photoepilazione

Oltre al possibile dolore o fastidio ed al rischio di arrecare gravi danni accidentalmente alla vista dell'operatore o della persona trattata, durante il trattamento sono riportate le seguenti possibili reazioni avverse:
- eritema,
- follicoliti,
- edema,
- scottature, fino alla formazione di vesciche, cicatrici,
- discromie
- peli bianchi

Queste eventuali reazioni avverse normalmente si risolvono da sole; le più gravi in pochi mesi. Sono anche possibili reazioni paradossali, dove i peli anziché ridursi aumentano.

## Controversie
La grande diffusione ed anche il grande successo commerciale dei trattamenti di fotoepilazione sono stati accompagnati da alcune controversie.
- La probabilità di ottenere una riduzione duratura dei peli si riduce enormemente se i peli non sono scuri e la pelle non è chiara. Solo l'epilazione ad ago ottiene risultati significativi su peli bianchi o molto chiari.
- L'efficacia del trattamento dipende molto dalla apparecchiatura, dall'operatore oltre che da fattori soggettivi.
- Il termine epilazione permanente può creare nel consumatore l'erronea aspettativa di una epilazione definitiva su tutti i peli dell'area trattata (l'unica vera opzione di epilazione permanente è l'elettrolisi), pertanto è più corretto parlare di riduzione dei peli permanente, come sancito anche dall'FDA dal 1997.
- il meccanismo d'azione non è stato ancora perfettamente compreso.

## Assetto regolatorio
In molti paesi, come gli USA, l'attività di fotoepilazione non è regolamentata e può essere svolta indifferentemente in cliniche, ambulatori medici, saloni di bellezza o privatamente con apparecchiature per uso domiciliare.
In altri paesi (es. Francia) l'utilizzo dei laser per fotoepilazione è esclusivamente di pertinenza medica.
In Italia la foto epilazione è consentita solo agli operatori del benessere qualificati che abbiano effettuato un corso specifico per l'utilizzo della tecnologia. Le schede tecniche descrittive delle apparecchiature utilizzabili nell'esercizio della professione di estetista fissano per il laser e per la luce pulsata utilizzabile per trattamenti di fotoepilazione da un estetista limiti nella lunghezza d'onda emessa, dimensione dello spot e massima fluenza non applicati in analoghe apparecchiature utilizzate da parte di personale medico. Inoltre, il regolamento europeo 745/2015, nell'allegato XVI, stabilisce che, a partire dal 26/05/2021, questa tipologia di laser e luci pulsate debba essere equiparata ad un dispositivo medico su misura, pertanto i macchinari devono pertanto essere accompagnati da una certificazione rilasciata da un organismo notificato europeo.
Non solo, la norma europea CEI 69825-1 stabilisce che per l'uso di laser in classe 4 (alla quale appartiene il laser per epilazione) è necessario che il Centro che lo utilizza nomini un T.S.L., Tecnico Sicurezza Laser, che rediga un verbale dove vengono elencate tutte le precauzioni e gli accorgimenti messi in atto per prevenire rischi ne pericoli correlati all'uso del laser. Tale figura può essere anche interna, purché abbia frequentato un corso di formazione adeguato e superato l'esame di qualificazione.